# Thomas Mayr-Harting

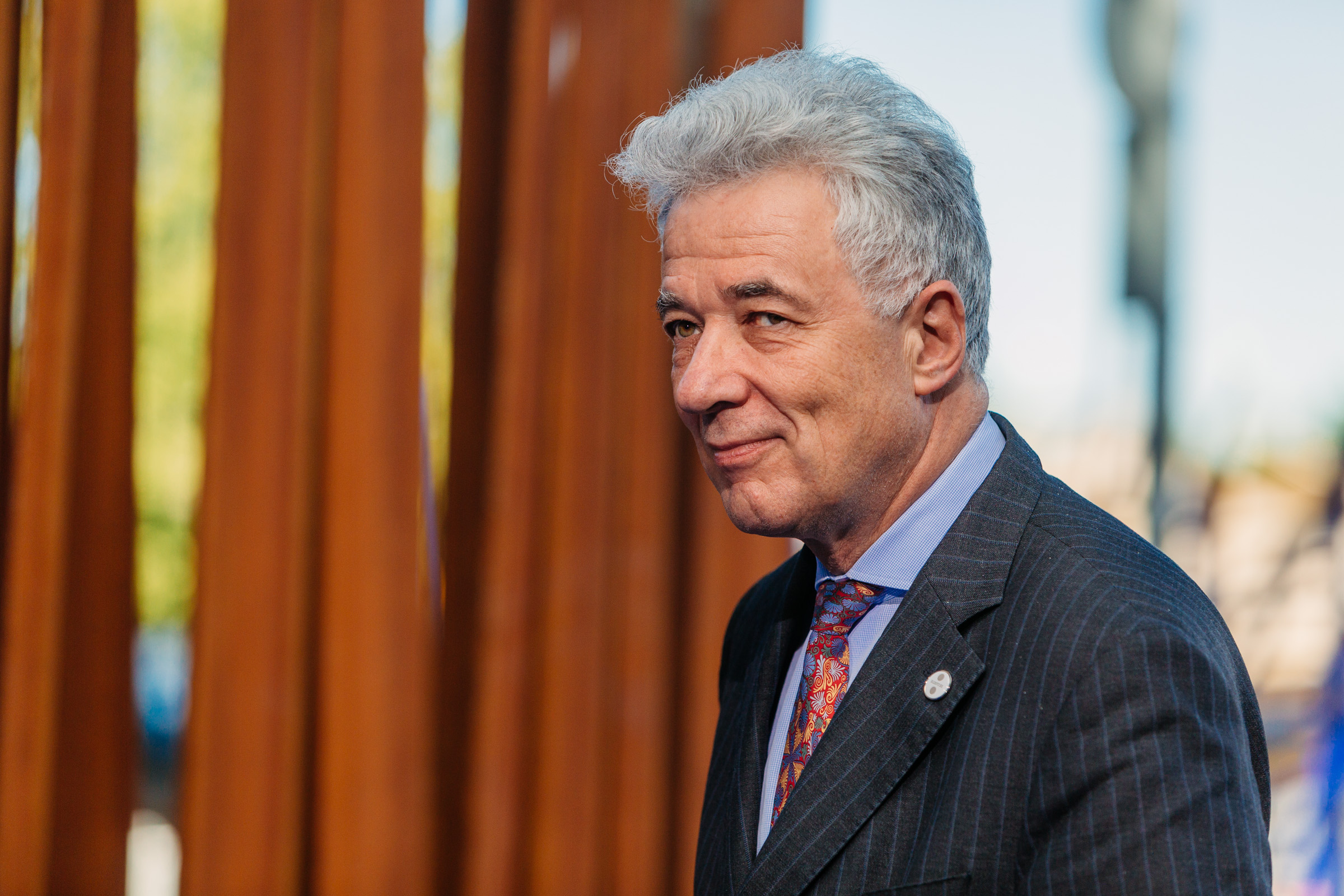
Thomas Mayr-Harting (2017)

Thomas Mayr-Harting (* 22. Mai 1954 in Epsom, Surrey) ist ein österreichischer Diplomat, der von Jänner 2020 bis Dezember 2024 als Sonderbeauftragter des Amtierenden Vorsitzes der OSZE für die Beilegung des Transnistrien-Konflikts tätig war. Davor war er von November 2015 bis August 2019 Managing Director (Exekutivdirektor) für Europa und Zentralasien im Europäischen Auswärtigen Dienst. Von Oktober 2011 bis Oktober 2015 war er Leiter der Delegation der Europäischen Union (EU-Botschafter) bei den Vereinten Nationen in New York. Vor seiner Tätigkeit für die EU war er seit Dezember 2008 Ständiger Vertreter Österreichs bei den Vereinten Nationen in New York und damit von 1. Jänner 2009 bis 31. Dezember 2010 auch Vertreter Österreichs im Weltsicherheitsrat. Im November 2009 war er Präsident des Sicherheitsrates. In seiner Eigenschaft als österreichischer UNO-Botschafter war er auch Vizepräsident der 66. Generalversammlung der Vereinten Nationen.

## Leben
Thomas Mayr-Harting promovierte 1977 an der Universität Wien zum Dr. iur. Von 1977 bis 1978 studierte er am College of Europe in Brügge (Belgien). 1978 erhielt Mayr-Harting das Diplom der Haager Akademie für Internationales Recht.
In den österreichischen Diplomatischen Dienst trat Mayr-Harting 1979 ein. Im Laufe seiner Karriere war er unter anderem in folgenden Bereichen tätig:
- 1982–1986: Österreichische Mission bei den Europäischen Gemeinschaften in Brüssel
- 1986–1990: Österreichische Botschaft in Moskau
- 1991–1995: Kabinett des österreichischen Außenministers Alois Mock
- 1995–1999: Stellvertretender Politischer Direktor und Leiter der Abteilung für Sicherheitspolitik und Grundsatzfragen
- 1999–2003: Österreichischer Botschafter in Belgien, Leiter der Österreichischen Mission bei der NATO
- 2002–2004: Sonderbeauftragter der österreichischen Außenministerin für den Westbalkan

Von 2003 bis 2008 war Botschafter Mayr-Harting Politischer Direktor (Leiter der Politischen Sektion) des Außenministeriums. 2008 war er auch Vorsitzender des Aufsichtsrates der Austrian Development Agency (ADA).
- Von Jänner 2020 bis Dezember 2024 Sonderbeauftragter der OSZE für die Beilegung des Transnistrien-Konfliktes.

Neben seiner diplomatischen Tätigkeit ist Thomas Mayr-Harting Gastprofessor am College of Europe in Brügge und Natolin sowie Co-Vorsitzender des Internationalen Beirats des Europäischen Forums Alpbach. Bis 2024 war er Leiter des Lehrstuhls Diplomatie I der Andrássy Universität Budapest. Er ist seit 1984 mit Marie Elisabeth Stolberg-Stolberg verheiratet und Vater von drei Kindern. Sein Vater Herbert Mayr-Harting (1905–1989) war während des Zweiten Weltkrieges Beamter der tschechoslowakischen Exilregierung in London, wo er diese bei der United Nations War Crimes Commission vertrat, und arbeitete nach dem Krieg als Rechtsanwalt in Wien. Thomas Mayr-Harting ist ein Enkel des österreichisch-tschechoslowakischen Rechtswissenschaftlers und Politikers Robert Mayr-Harting. Der britische Historiker Henry Mayr-Harting ist sein Bruder.

## Auszeichnungen
- 2012: Ritter der Ehrenlegion[5]

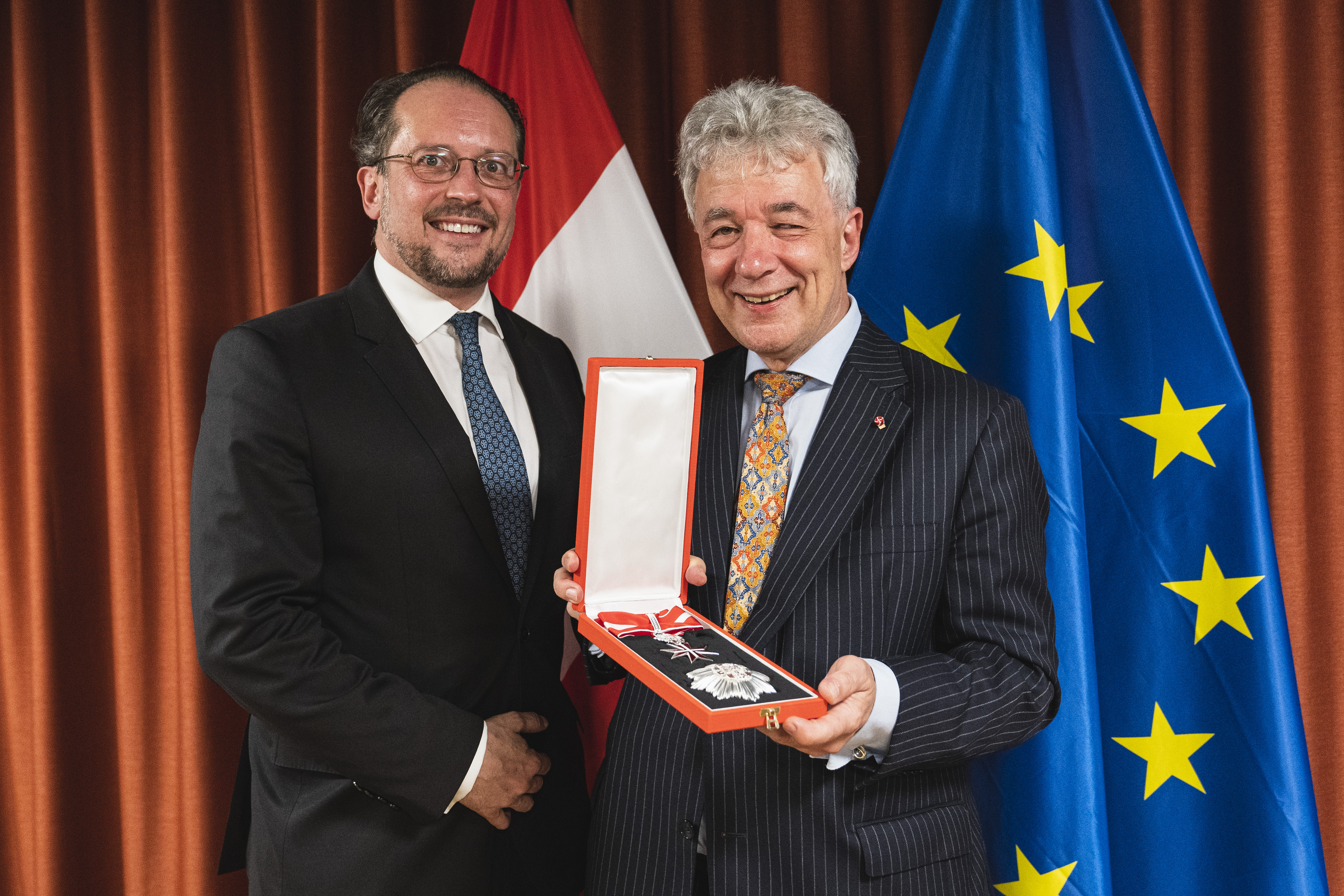
Alexander Schallenberg, Thomas Mayr-Harting

- 2019: Großes Silbernes Ehrenzeichen mit dem Stern für Verdienste um die Republik Österreich[6]